# Émile Fauconneau Dufresne
Émile Fauconneau Dufresne (26 août 1835 à Nantes - 24 mars 1913 à Paris) est un magistrat français, conseiller à la Cour de cassation, commandeur de la Légion d'honneur et de l'Ordre de Saint-Grégoire-le-Grand.

## Biographie
Fils de Pierre-Honoré Fauconneau Dufresne, conseiller à la cour de cassation, commandeur de la légion d'Honneur, et de Marie Albina Faulcon de Marigny, il s'est marié le 15 décembre 1862 à Wintzenheim (mariage religieux célébré dans la chapelle de la famille Herzog au Logelbach) avec Marie Herzog 1842-1900, fille de Antoine Herzog, industriel établi au Logelbach, et de Marie Ernestine Kohler (témoins: François de Bigorie de Laschamps 1815, Charles Rieff 1795-1870), dont Emmanuel 1863-1945, Marguerite (épouse de René Petit, magistrat)1865-1942, Gabriel Fauconneau du Fresne 1866-1941, Madeleine 1867-1889 (épouse du futur général Stanislas Rougier), Marie 1869-1919 (épouse du général Stanislas Rougier), Albert 1872-1934). Il est inhumé le 27 mars 1913 au cimetière du Montparnasse (concession perpétuelle Fauconneau Dufresne 7PA Sud).[réf. nécessaire]

## Nécrologie
Extrait du discours d'Armand Michel Rambaud, avocat général à la Cour de cassation (audience solennelle de rentrée du 16 octobre 1913)
« Monsieur Fauconneau-Dufresne, conseiller honoraire, admis depuis plusieurs années à la retraite, est décédé, le 24 mars 1913, à l'âge de 77 ans. Et le même jour, la mort frappait en pleine activité professionnelle monsieur le conseiller Roulier, à peine âgé de 60 ans, encore dans toute la force de l'âge et de ses facultés. 
Monsieur Fauconneau-Dufresne a appartenu, au titre de conseiller, pendant 13 mois, à la Cour de cassation, où il avait en quelque sorte recueilli un héritage paternel. Son père, magistrat des plus distingués, y avait, en effet, rempli les mêmes fonctions de 1861 à 1868. 
Marie-Émile Fauconneau-Dufresne, votre collègue, né le 26 août 1835, à Nantes, prête serment comme avocat stagiaire, le 3 décembre 1855, devant la Cour impériale de Besançon, dont son père était alors Premier président. 
Le jeune avocat se distingue immédiatement par son assurance, par sa parole, dont les présidents d'Assises signalent, à l'envi, la précision et la solidité. Aussi, dès qu'il en exprime le désir, les rangs de la magistrature lui sont ouverts. 
Le 17 mars 1858, à 22 ans, M. Fauconneau-Dufresne débute comme substitut à Colmar. 
S'il faut en croire la légende, la manifestation de son talent dans une affaire importante fut l'origine d'une idylle qui, par le mariage, devait en faire l'allié d'une des plus puissantes familles industrielles de l'Alsace. 
Substitut du procureur impérial à Strasbourg, puis substitut du procureur général près la Cour de Colmar, il est nommé, en 1864, à l'âge de 29 ans, avocat général près la même Cour. 
II lui faut alors, pendant quelques années, attendre la consécration de l'âge ; mais les rapports de son procureur général montrent combien ces années fluent laborieuses. 
C'est à Colmar que le surprirent la Guerre de 1870 et la chute du régime impérial. Il connut, avec une intensité particulière, l'angoisse de l'invasion, l'amertume des défaites et les préoccupations de l'avenir. 
Dans ces jours cruels, le courage du magistrat et du patriote ne faiblit point. Le 18 janvier 1871, son attitude fière et digne provoque son expulsion d'Alsace, avec celle de sa femme et de ses enfants. 
Le 14 juin 1872, M. Fauconneau-Dufresne reprend à la Cour de Bordeaux, les fonctions d'avocat général. 
Appelé, en 1873, à la direction du Parquet de Marseille, et nommé, en 1874, procureur général près la Cour de Nancy, il ne demeure que trois ans dans ces dernières fonctions. 
Des considérations de famille l'attirent à la Cour de Paris. Conseiller, au mois de juin 1877, puis président de chambre à cette Cour, il prend rang parmi vous, le 12 janvier 1895. 
Monsieur Fauconneau-Dufresne a fait partie de votre chambre civile jusqu'au 13 janvier 1908, date à laquelle, sur sa demande, il était admis à la retraite et nommé conseiller honoraire. Il obtenait, en même temps, comme l'avait déjà obtenu son père, son élévation à la dignité de commandeur de la Légion d'honneur. 
Par son exactitude, par l'attention et l'application soutenues qu'il apportait à l'accomplissement de ses devoirs, par sa bonhomie, M. Fauconneau-Dufresne avait su inspirer à ses collègues une grande estime et une affectueuse confiance. »

## Pour approfondir